# Suore benedettine della Provvidenza
Le suore benedettine della Provvidenza sono un istituto religioso femminile di diritto pontificio: le suore di questa congregazione pospongono al loro nome la sigla S.B.P.

## Storia
Nel 1826 i coniugi Benedetta Cambiagio e Giovanni Battista Frassinello decisero di abbracciare la vita religiosa: Giovanni Battista entrò tra i somaschi come fratello coadiutore e Benedetta, con alcune compagne, iniziò a dedicarsi all'assistenza agli orfani di Pavia.
Il 16 luglio 1838 la Cambiagio con il marito e quattro compagne lascia Pavia in ubbidienza al vescovo Luigi Tosi e trasferì la sua opera nel paese natale del marito, Ronco Scrivia, dove diede formalmente inizio a una nuova congregazione, detta in origine di Nostra Signora della Provvidenza: da una filiale aperta dalle sorelle Schiapparoli a Voghera ebbe origine la congregazione delle suore Benedettine della Divina Provvidenza.
L'istituto venne approvato dall'arcivescovo di Genova nel 1856 e ricevette il pontificio decreto di lode il 24 giugno 1917; venne approvato definitivamente dalla Santa Sede il 29 marzo 1926 le sue costituzioni il 2 marzo 1937.
La fondatrice, beatificata nel 1987, è stata canonizzata da papa Giovanni Paolo II nel 2002.

## Attività e diffusione
Le benedettine della Provvidenza si dedicano prevalentemente all'istruzione della gioventù e all'assistenza agli orfani.
Oltre che in Italia, sono presenti in Spagna, Burundi, Costa d'Avorio, Brasile e Perù: la sede generalizia è a Genova.
Al 31 dicembre 2005 l'istituto contava 113 religiose in 22 case.